# Robert Carson
Robert Pierce Carson (* 6. Oktober 1909 in Washington, D.C.; † 19. Januar 1983 in Los Angeles, Kalifornien) war ein US-amerikanischer Schriftsteller und Drehbuchautor, der 1938 den Oscar für die beste Originalgeschichte gewann und für den Oscar für das beste adaptierte Drehbuch nominiert war.

## Leben
Carson war zunächst als Schriftsteller tätig und verfasste zumeist für The Saturday Evening Post sowie Collier’s 96 Kurzgeschichten und fünfzehn Fortsetzungsgeschichten. Er begann seine Laufbahn als Drehbuchautor in der Filmwirtschaft Hollywoods 1937 mit dem Drehbuch für Ein Stern geht auf und verfasste 26 Vorlagen und Drehbücher für Filme. Auf Grundöage seines Fortsetzungsromans You Gotta Stay Happy wurde 1948 Startbahn ins Glück veröffentlicht.
Für Ein Stern geht auf von William A. Wellman und Jack Conway mit Janet Gaynor, Frederic March und Adolphe Menjou erhielt er bei der Oscarverleihung 1938 zusammen mit Wellman den Oscar für die beste Originalgeschichte und war darüber hinaus hierfür mit Alan Campbell und Dorothy Parker zugleich für den Oscar für das beste adaptierte Drehbuch nominiert. Die Geschichte war so erfolgreich, dass sie sowohl 1954 unter dem Titel Ein neuer Stern am Himmel von George Cukor mit Judy Garland, James Mason und Jack Carson als auch 1976 als A Star Is Born von Frank Pierson mit Barbra Streisand, Kris Kristofferson und Gary Busey neu verfilmt wurde.
1938 heiratete er die Schauspielerin Mary Jane Irving, die 1917 als Kinderdarstellerin bei Stummfilmen begann und bis 1938 in rund sechzig Filmen mitwirkte. Mit ihr war er bis zu seinem Tod verheiratet.
Während des Zweiten Weltkrieges leistete er seinen Militärdienst als Kommandant der Filmeinheit der US Air Force und wurde 1945 als Oberstleutnant entlassen.
Im Anschluss verfasste er neben mehreren weiteren Drehbüchern auch einige Bücher wie The Magic Lantern (1952), eine Darstellung der frühen Filmgeschichte Hollywoods.

## Filmografie (Auswahl)
- 1937: Ein Stern geht auf
- 1939: The Light That Failed
- 1939: Drei Fremdenlegionäre
- 1941: Überfall der Ogalalla
- 1943: Desperados – Aufruhr der Gesetzlosen (The Desperadoes)
- 1948: Studio One
- 1949: Once More, My Darling
- 1950: Das Raubtier ist los
- 1951: The Groom Wore Spurs
- 1952: Nur für Dich (Just for You)
- 1952: Grausame Richter (For Men Only)
- 1954: Ein neuer Stern am Himmel
- 1976: A Star Is Born

## Veröffentlichungen
- 1936: The Revels Are Ended
- 1947: Stranger in Our Midst
- 1952: The Magic Lantern
- 1954: The Quality of Mercy
- 1958: Love Affair
- 1961: My Hero
- 1963: An End to Comedy
- 1966: The Outsiders
- 1974: Jellybean, ISBN 0-316-13026-5

## Auszeichnungen
- 1938: Oscar für die beste Originalgeschichte